# Eriospermum subincanum
Eriospermum subincanum är en sparrisväxtart som beskrevs av Pauline Lesley Perry. Eriospermum subincanum ingår i släktet Eriospermum och familjen sparrisväxter. Inga underarter finns listade i Catalogue of Life.